# Test di accertamento dei requisiti minimi
Il test di accertamento dei requisiti minimi  è una prova di ammissione non selettiva agli studi universitari nell'università in Italia. Venne introdotta dalla facoltà universitaria di Scienze matematiche, fisiche e naturali dell'Università degli Studi di Torino nel 2001.

## Descrizione
Ai sensi dell'art. 6 della legge di riforma degli ordinamenti universitari (DM 509/99), per ogni corso di laurea, le università italiane definiscono un elenco di conoscenze preliminari indispensabili, chiamati appunto "requisiti minimi", che si suppongono acquisite dagli studenti nella scuola secondaria superiore. Il possesso di tali conoscenze deve essere verificato per tutti gli studenti neoimmatricolati: quando l'esito della verifica non è positivo, possono essere imposti agli studenti obblighi formativi aggiuntivi (debiti formativi). L’obbligo di verifica delle conoscenze richieste per l’accesso è stata confermata dall’art. 6 della successiva legge di riforma degli ordinamenti universitari, DM 270/2004.
Test di questo tipo etano già stati introdotti in istituzioni universitarie italiane alla fine degli anni novanta. Infatti, il voto di diploma di maturità è ritenuto non abbastanza indicativo ai fini della determinazione delle conoscenze possedute dagli studenti in uscita dalla scuola secondaria superiore, sia perché fornisce solo un'indicazione cumulativa e non permette di valutare le conoscenze acquisite in uno specifico ambito (che potrebbero anche non rientrare affatto nel curriculum, per alcuni tipi di scuola), sia perché - come mostrano anche le ricerche condotte su scala nazionale (ad es. i risultati dei test PISA/OCSE) - i voti di maturità ottenuti in aree geografiche e in indirizzi scolastici diversi non sono confrontabili fra loro. 

## Altri tipi di test
Il termine "accertamento" è stato usato per differenziare questo tipo di prova da altri tipi di test:
- test di ingresso;
- test selettivi per l'accesso a corsi a numero chiuso;
- test di orientamento;
- test psicoattitudinali destinati ad agevolare la scelta fra i diversi indirizzi di studio.